# Монитор Вардар
Монитор Вардар био је монитор Краљевске југословенске ратне морнарице у периоду од 1920. до 1941.
Монитор Вардар, бивши СМС Босна, је речни монитор Сава-класе изграђен за аустроугарску морнарицу као СМС Босна, али је преименован у СМС Темеш (II) пре него што је уврштен у службу. Други брод исте класе је СМС Сава. Сава-класа је оригинална класа аустроугарских ратних бродова, речних монитора који су били коришћени током Првог светског рата. Изграђен је за Аустроугарску ратну морнарицу као Речни монитор СМС Темеш (II).Током Првог светског рата био је командни брод дела Дунавске флотиле која је била стационирана у Земуну и учествовао је у борбама против Војске Србије и Румунске морнарице. 
У мају 1917. године враћено му је име Босна када се оригинални СМС Темеш и вратио у службу након ремонта. На крају рата био је кратко у служби Мађарске Народне Републике а затим је додељен Краљевини Срба, Хрвата и Словенаца (касније Краљевини Југославији) и преименован је у Вардар и био је у саставу Речне флотиле Краљевске југословенске ратне морнарице.

## Опис и конструкција

### Опис
Монитор СМС Темеш (II) је речни монитор Сава-класе, изграђен за аустроугарску морнарицу у бродоградилишту у Линцу. Кобилица за СМС Босна положена 1914., поринуће и извршено 1915. године а у састав аустроугарске речне флотиле ушао у јуну 1915. године. 

### Конструкција
Имао је депласман 580 тона, дужину 60,0 метра, ширину 10,2 метара и газ 1,3 метра. Оклоп: бок и преграде 40 мм, палуба 25 мм, купола топа 50 мм, Командни мост 50 мм.
Посада се састојала од: 91 особе

### Погон брода
СМС Темеш (II) је имао две парне машине троструке експанзије и свака је покретала по једну  пропелерску осовину са пропелером.
Пару су обезбеђивали два котла са водо грејним  цевима типа Јароу. 
Укупна инсталисана снага износила је 1.750 КС / 1.287 Кв. Имао је складишта за 60 тона угља. Максимална брзина му је била 13 чворова (25 км/ч). Акциони радијус је износио 1296 километара при брзини од 10 чворова.

### Наоружање

#### СМСТемеш(II), касније СМСБосна
| Врста оруђа       | Број цеви  | Број оруђа | Дужина цеви | Домет | Граната у минути | Дебљина куполе |
| ----------------- | ---------- | ---------- | ----------- | ----- | ---------------- | -------------- |
| Бродски топ 120   | двоцевни   | 1          | 42 калибара |       | 42               | 50             |
| Хаубица 120       | једноцевни | 2          | 10 калибара |       | 8                | 50             |
| Бродски топ ПА 66 | једноцевни | 2          | 26 калибара |       | 24               | 50             |
| Бродски ПА топ 47 | једноцевни | 2          | 40 калибара |       |                  | 50             |
| Митраљез 8        | једноцевни | 7          | 80 калибара | -     | -                | -              |

#### МониторВардар
| Врста оруђа       | Број цеви  | Број оруђа | Дужина цеви | Домет | Граната у минути | Дебљина куполе |
| ----------------- | ---------- | ---------- | ----------- | ----- | ---------------- | -------------- |
| Бродски топ 120   | двоцевни   | 1          | 42 калибара |       | 42               | 50             |
| Хаубица 120       | једноцевни | 2          | 10 калибара |       | 8                | 50             |
| Бродски топ ПА 66 | једноцевни | 2          | 26 калибара |       | 24               | 50             |
| Бродски ПА топ 47 | једноцевни | 2          | 40 калибара |       |                  | 50             |
| Митраљез 8        | једноцевни | 7          | 80 калибара | -     | -                | -              |

## Каријера

### Први светски рат
Темеш ушао у састав Дунавске флоте јула 1915. године и био је део Дунавске флотиле која је била стационирана у Земуну. 
Почетком октобра за време десанта аустроугарских трупа  на Београд код Калемегдана Темеш (II) је пружио подршку десанту. Током овог задатка у покушају је да преузме ватру на себе са оштећеног монитора Енс, добио је директан погодак у крмени простор за посаду и морао је да повуче из битке. Насукан је на обалу како би угасили ватру и зауставили продирање воде, након тога га је наоружани пароброд извукао из подручја битке и одвукао у Будимпешту на поправку. 
У новембру 1915. остали монитори су окупљени у Русе у Бугарској. Тадашњи геополитички положај Румуније био је неизвестан, с обзиром да су Централне силе биле свесне да су Румуни преговарали о уласку у рат на страни Антенте. Да би заштитила дунавску границу између Румуније и Бугарске на дужини од 480 км, флотила је успоставила заштићену базу у Беленском каналу.  Када су Румуни ушли у рат 27. августа 1916., монитори су поново вратили у Русе, где им се придружио СМС Темеш (II) након завршене поправке. Мониторе су одмах напала три импровизована торпедна брода која су деловала из румунске речне луке Ђиурђиу. Торпеда која су испаљени промашили су мониторе, али су погодили понтон напуњен горивом. Прва дивизија монитора, укључујући Темеш (II), добила је задатак да испрате бродове за опскрбу назад до сидришта Белене. Након тога уследили су напади Дивизије источно и западно од Белене, током којих су гранатиране и Турну Магуреле и Зимницеа. Дана 9. маја 1917. СМС Темеш (II) преименован је у СМС Босна, јер је оригинални Темеш требало да се врати у службу након потпуне обнове. 
У априлу 1918. године СМС Босна, заједно са још три монитора, два патролна бродa и тегљачем - формирана је Flottenabteilung Wulff (Дивизија флотe Вулф) под командом Flottenkapitän (капетана флоте) Олава Вулфа. Flottenabteilung Wulff је послан кроз ушће Дунава и преко Црног мора у Одесу, где је провео неколико месеци подржавајући аустроугарске трупе у спровођењу мировног споразума са Русијом. Вратио се у Дунав крајем августа, а 12. септембра био је усидрен у Брајли. 16. октобра Босна и остатак 1. дивизије монитора отпловили су из Браиле према Беленама. Дунавска флотила је потом заштитила аустроугарске трупе које су се повлачиле према Будимпешти, где су стигле 6. новембра.

### Међуратни период
Након примирја који је Аустро-Угарска потписала 3. новембра 1918. У то време Босна је била део Ратне морнарице Мађарске Народне Републике у периоду од 6. новембра до 13. децембра.
Према мировном споразуму који је закључен у септембру 1919. године, Босна и друга пловила, укључујући три друга речна монитора, званично су додељена Краљевини СХС. Монитор је ушао у службу са Краљевске морнарице и преименован у Вардар. Између 1925. и 1926. године извршена је модернизација, али због недостатка финансијских средстава, само су два од четири југословенска монитора била у пуној употреби следеће године.

### Други светски рат
6. априла 1941. године почела је инвазија Немачке на Југославију. У то време Вардар и Сава су били стационирани у Дубовцу. Вардар је био командни брод првог дивизиона монитора који је био задужен за одбрану границе с Румунијом на Дунаву и био је под командом 3. Дунавске пешадијске дивизије. Командант Вардара био је Поручник бојног брода Миливој Коцкар. Тог дана монитори Вардар и Сава узвратили су на неколико напада авиона Луфтвафе на њихову базу. Следећа три дана оба монитора су постављали мине на Дунаву у близини румунске границе.
11. априла, монитори су се под поновљеним нападима немачких бомбардера Јункерс Ју 87 повукли из Дубовца према Београду. Неоштећени око 20:00 пристали су на ушћу Саве у Дунав код Београда где им се придружио монитор Морава. 
Након састанка капетани сва три брода су се сложили да због повећаног нивоа реке и ниских мостова, а самим тим и због тешких услова за пловидбу, радије потопе своје бродове него да их предају Немцима. После потапања монитора посаде су премештене на два тегљача, Када је један тегљач испловио и пролазио испод железничког моста дошло је до рушења моста и мост се срушио на брод. Од 110 морнара који су били на броду, погинуло је 95.
Преосталих 450 чланова посада са Вардара, Саве и Мораве окупило се у Обреновцу. Наоружани само малокалибарским оружјем и са неколико митраљеза кренули су подељени у две групе кренули су према Боки Которској различитим правцима. Већа група је била приморана да се преда Немцима 14. априла у Сарајеву. Мања од ове две групе сигурно је стигла до циља у Боку Которску. 17. априла заробио их је 17. Италијанска Корпус који је окупирао Боку Которску.